# Malmöhus
För andra betydelser, se Malmöhus (olika betydelser).
Malmöhus eller Malmöhus slott är ett slott med medeltida anor beläget på Slottsholmen i Malmö. Det uppfördes mellan 1526 och 1539 och är därmed Nordens äldsta bevarade renässansslott. Slottet Malmöhus är en del av Malmö museer. Det ägs av svenska staten och förvaltas av Statens fastighetsverk. Här finns också Malmö konstmuseum. Nära slottet finns även Kommendanthuset och Slottsmöllan.

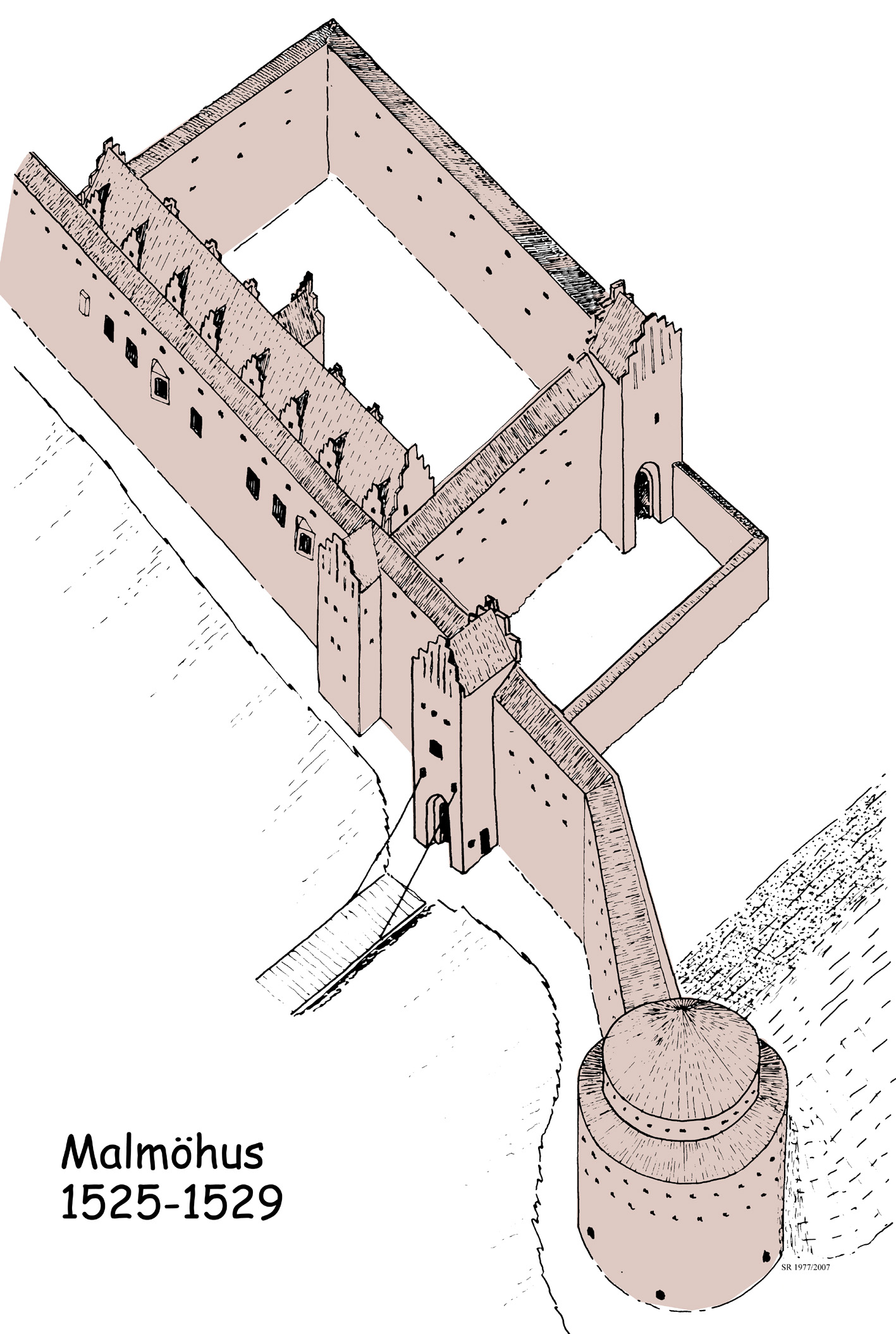
Rekonstruktion av det äldre Malmöhus.

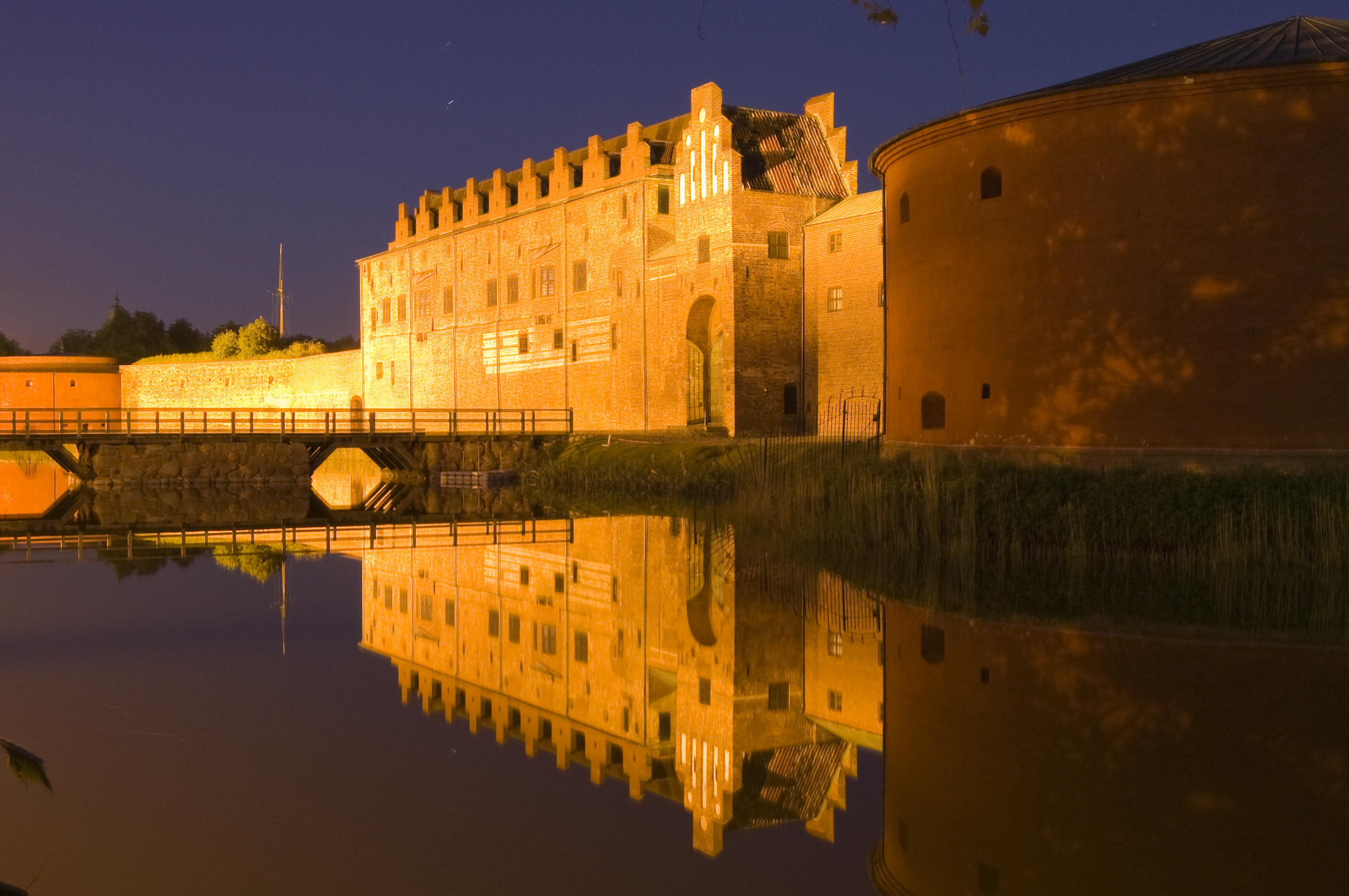
Malmöhus slott i kvällsbelysning.

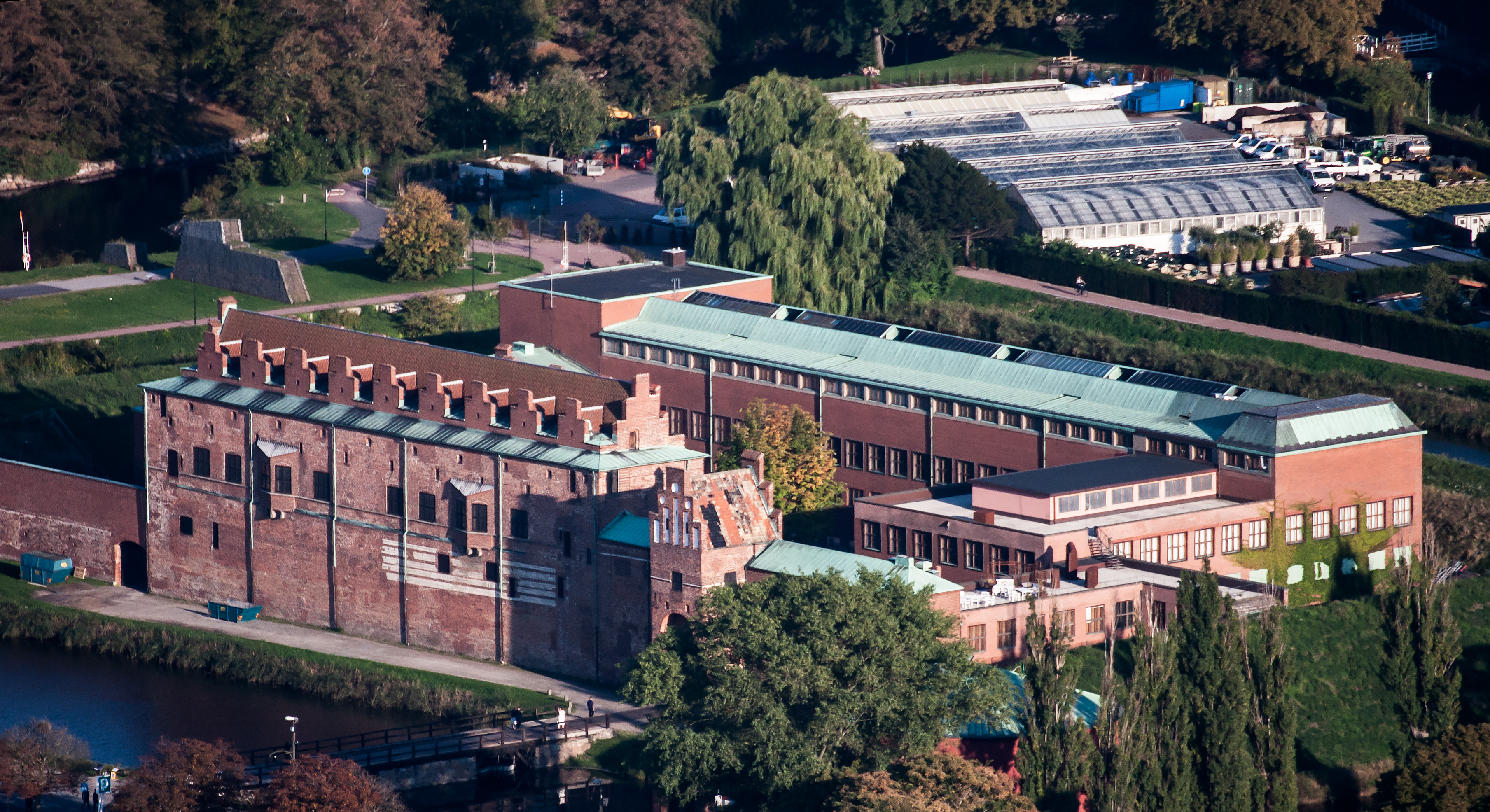
Flygbild från nordväst. "Muren" till vänster bakom slottet är en rekonstruerad profil av den gamla befästningsvallen.

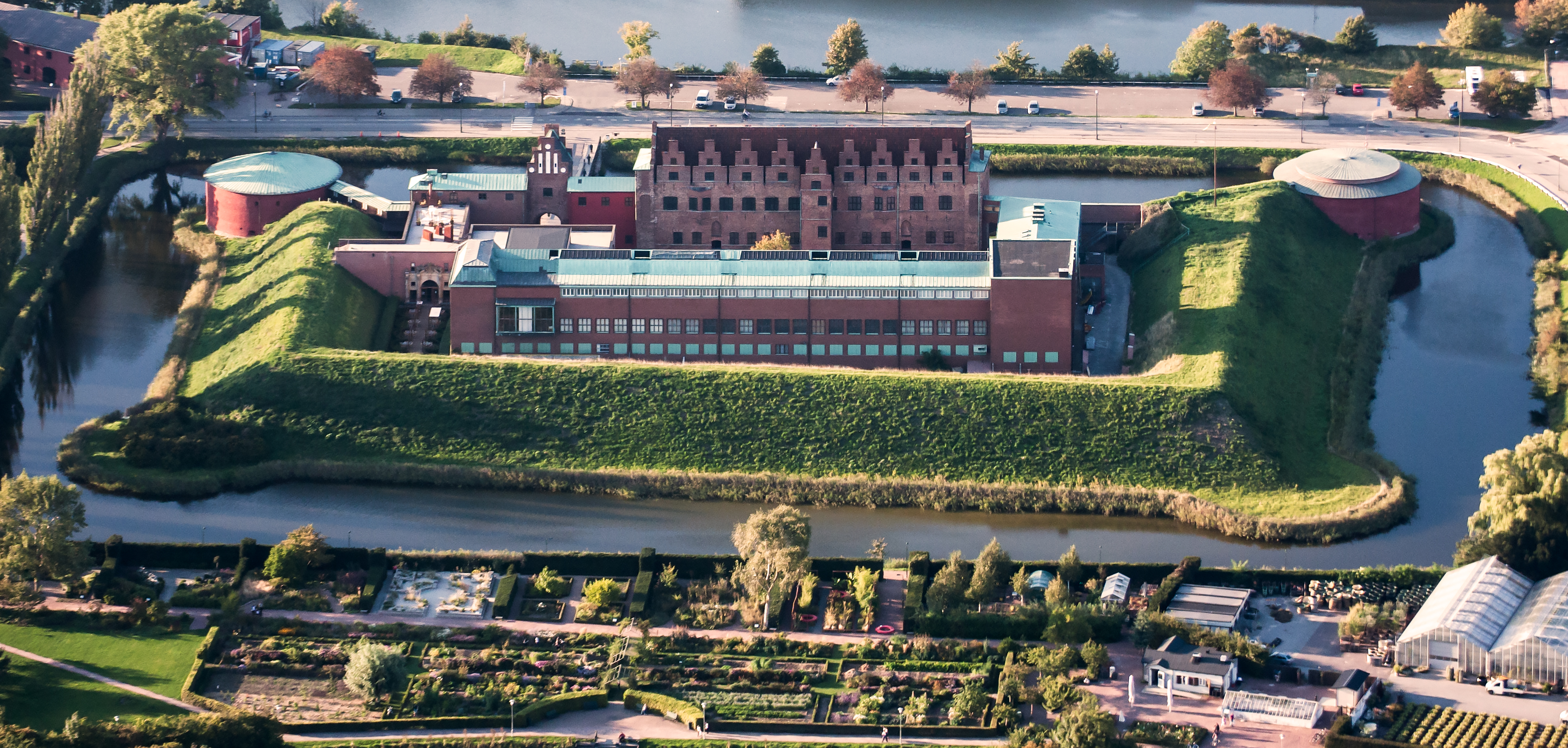
Flygbild söderifrån.

## Byggnadshistoria
Slottets föregångare började byggas 1434 av kung Erik av Pommern. Kungen beordrade en kraftfull utbyggnad av Malmös försvar mot sjösidan. Sedan början av 1400-talet hade det pågått ett uppbyggande av en strandmur i staden. På kunglig order påskyndades nu detta arbete samtidigt som den nya borgen kom att bilda strandmurens västra försvarspunkt. Borgen, den så kallade Møntergaarden (Myntergården), var av typen kastell, det vill säga en rektangulär anläggning omgiven av höga murar med ett porttorn. Borgen har haft en förborg i öster men denna försvann redan vid anläggandet av det nuvarande slottets vallgrav på 1530-talet.
Fredrik I beordrade år 1525 sin länsherre på Malmöhus Albert Jepsen Ravensberg att bygga ett nytt slott. 1530 fick han utbetalt en enorm summa (5690 Mark) för fyra års byggnadsarbete. Det var under denna period som den nuvarande huvudbyggnaden uppfördes. Slottets inre borggård skulle inramas av en tre våningar hög skyttegång. Entrén till slottet flyttades samtidigt genom tillkomsten av den västra förborgen. Från själva huvudbyggnaden skulle också utgå en fyra våningar hög skyttegång åt både väster och öster. I väster anslöt denna till det nuvarande porttornet vilket från början haft ytterligare en våning. Det är främst genom tydliga spår i de existerande murarna som slottets äldsta byggnadsfaser har kunnat utläsas.
År 1529 utbröt en eldsvåda på slottet. Hur omfattande denna varit finns dock inga uppgifter om. Efterföljande år höjs emellertid länsintäkterna som ska användas till slottet byggande från 300 Mark till 500 Mark och 1532 till hela 888 Mark. Detta visar att byggandet av det nuvarande slottet pågått under denna tid. År 1534 bröt grevefejden ut och borgarna rev då den väldiga mur med skyttegångar som utgick från huvudbyggnaden och som kringgärdade slottets inre borggård. Fortfarande kan man se de sargade spåren efter denna mur i huvudbyggnaden, ett bevis på att det nuvarande slottet är uppfört före året 1534. I litteratur om Malmöhus framhålls ofta att det nuvarande slottet uppförts efter grevefejdens slut, en uppgift som således svårligen stämmer med bevarade byggnadsspår och räkenskaper. Åren 1537–1540 förstärktes i stället slottet på order av Kristian III genom anläggande av en vallgrav och vallar med fyra stora hörntorn av tegel.

## Personhistoria
År 1526 skapades Malmöhus län genom indragandet av det forna Lindholms län vilket bestod av de tre häraderna Oxie, Ingelstads och Järrestads härader. Dessutom tillkom Högby län (nuvarande Hyby i Bara härad). Genom intäkterna från länen skapades förutsättningar för att förvalta ett stort riksslott som Malmöhus. Länsherrarna på Malmöhus tillsattes av kungen själv. Dessa kom därför oftast från Danmarks mera rika adelsätter.

### Länsherrar under 1500-talet
- 1526–1532: Albert Jepsen Ravensberg (död 1532).
- 1532–1535: Mogens Gyldenstjerne
- 1539–1542: Jørgen Clausen (uradelsätten Urne)
- 1542–1544: Ejler Hardenberg
- 1544–1549: Jesper Fris
- 1549–1554: Mogens Gyldenstjerne
- 1554–1565: Ejler Hardenberg
- 1565–1580: Björn Kaas
- 1580: Axel Viffert (död 1580)
- 1580–1591: Korfits Viffert (död 1592)
- 1591–1595: Hak Ulfstand
- 1595–1597: Preben Gyldenstjerne
- 1597–1602: Christen Barnekow

Under åren 1554–1559 residerade tronföljaren, sedermera kung Fredrik II på Malmöhus. Maria Stuarts tredje gemål, earlen av Bothwell, hölls fången här 1567–1573. Den siste danske kungen som under kortare tid bott på slottet var Fredrik III år 1652. I början av svenska tiden efter 1658 användes slottet av slottskommendanterna. Det användes även till förvaring av politiska fångar, bland vilka kan nämnas Jörgen Krabbe och Anjalamannen Carl Gustaf Armfeldt d.y., som dog här 1792.

## Fängelser
År 1822 överlämnades byggnaderna till fångvårdsstyrelsen och 1828 öppnades Malmö Correctionella Arbetshus, som då var Sveriges största och modernaste fängelse. Ett länsfängelse enligt cellsystemet uppfördes utanför Malmöhus vallgravs östra sida 1854–1855 med 102 ljusa och fem mörka celler. Efter slottsbranden 4 september 1870 revs Kristian IV:s stora västra flygelbyggnad och ersattes 1876 av ett centralfängelse i en större byggnad med 137 celler och 304 logementsplatser.
I och med tillkomsten av det nya centralfängelset vid Lundavägen 1914, togs anläggningarna på Malmöhus ur bruk. Man tog dock emot fångar även en kort tid 1919–1921. Byggnaderna för centralfängelset revs 1933. Länsfängelsedelen användes som nödbostäder innan de revs 1927.

### Kända fångar
- Carl Fredrik Lilja, som satt här 1846–48 efter en kupp mot Ystads sparbank.
- Axel Danielsson, tidningen Arbetets grundare, avtjänade 18 månader 1889–1890 för att ha kritiserat rådhusrätten i Malmö[1].
- Lars Nilsson, rånmördare, avrättades på centralfängelset 1900 av skarprättaren Anders Gustav Dahlman.

## Museum
Först 1937 kunde museet flytta in på slottsholmen. De tre fängelselängorna hade då rivits och ersatts med de nuvarande museibyggnaderna. Själva slottsbyggnaden hade restaurerats redan 1928 och den ger en uppfattning om hur det såg ut på 1500- och 1600-talet.

## Galleri

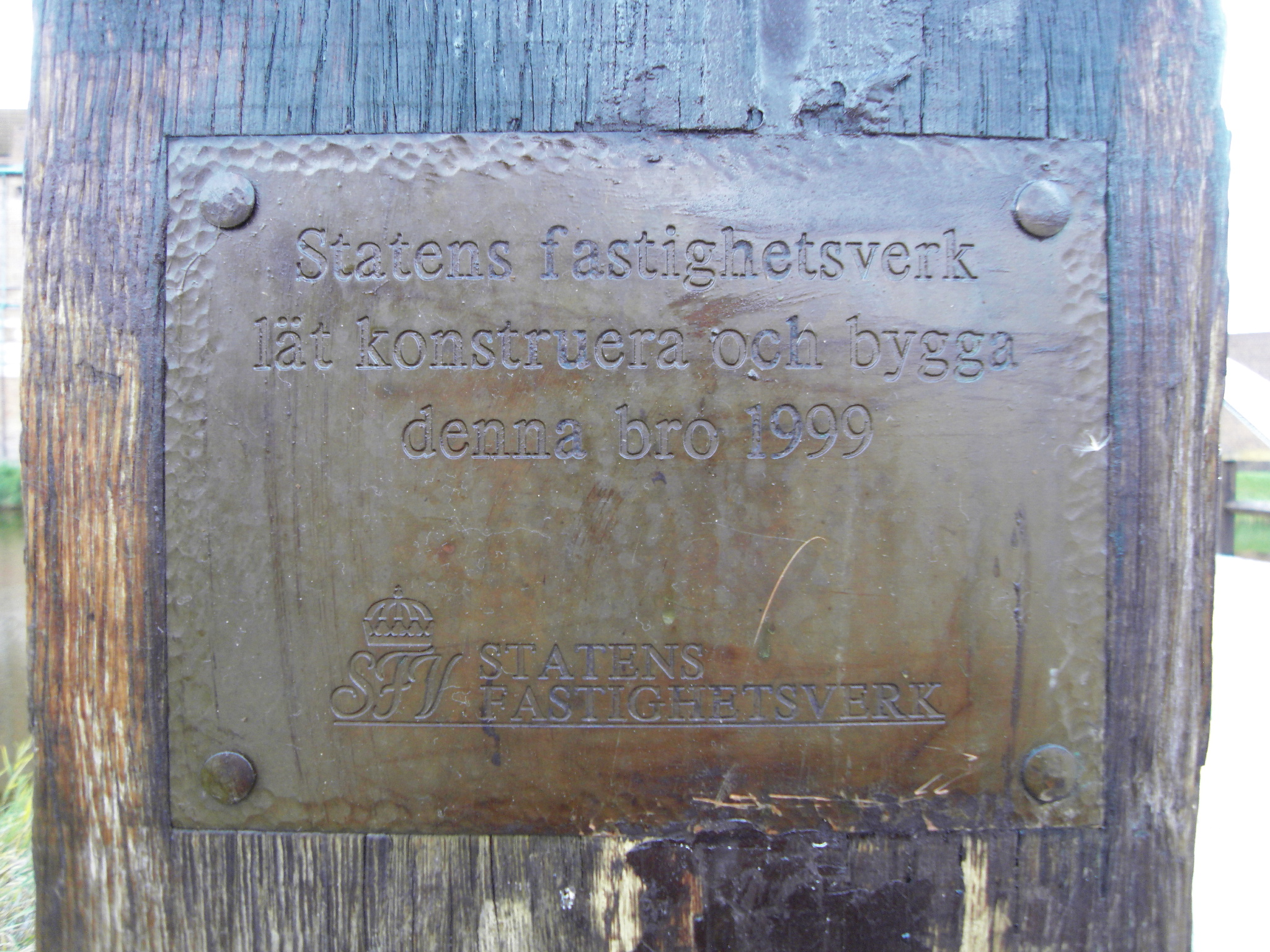
Slottsbrons skyltplatta med dess inskription.
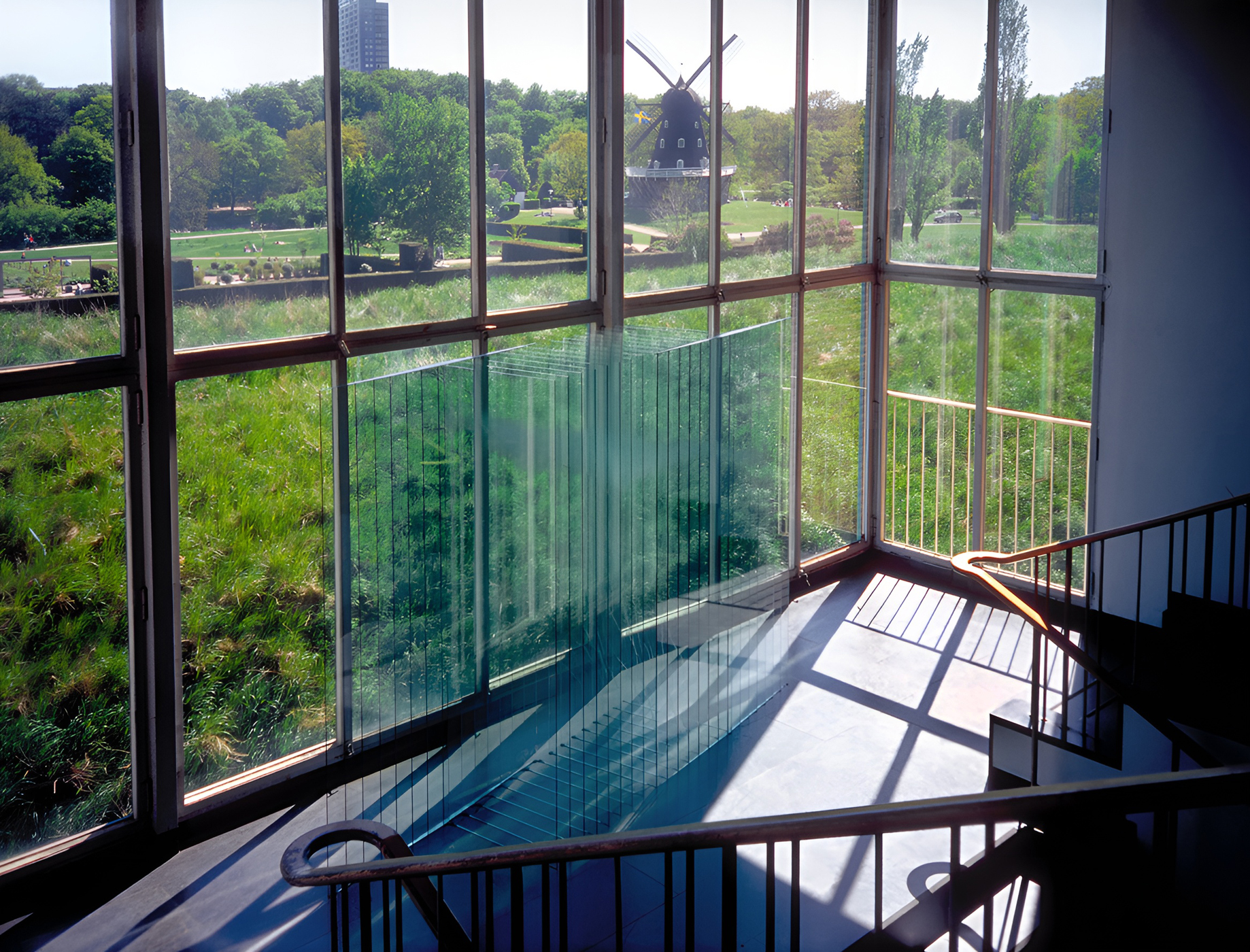
Utsikt mot Kronprinsen, Slottsmöllan och Slottsträdgården.
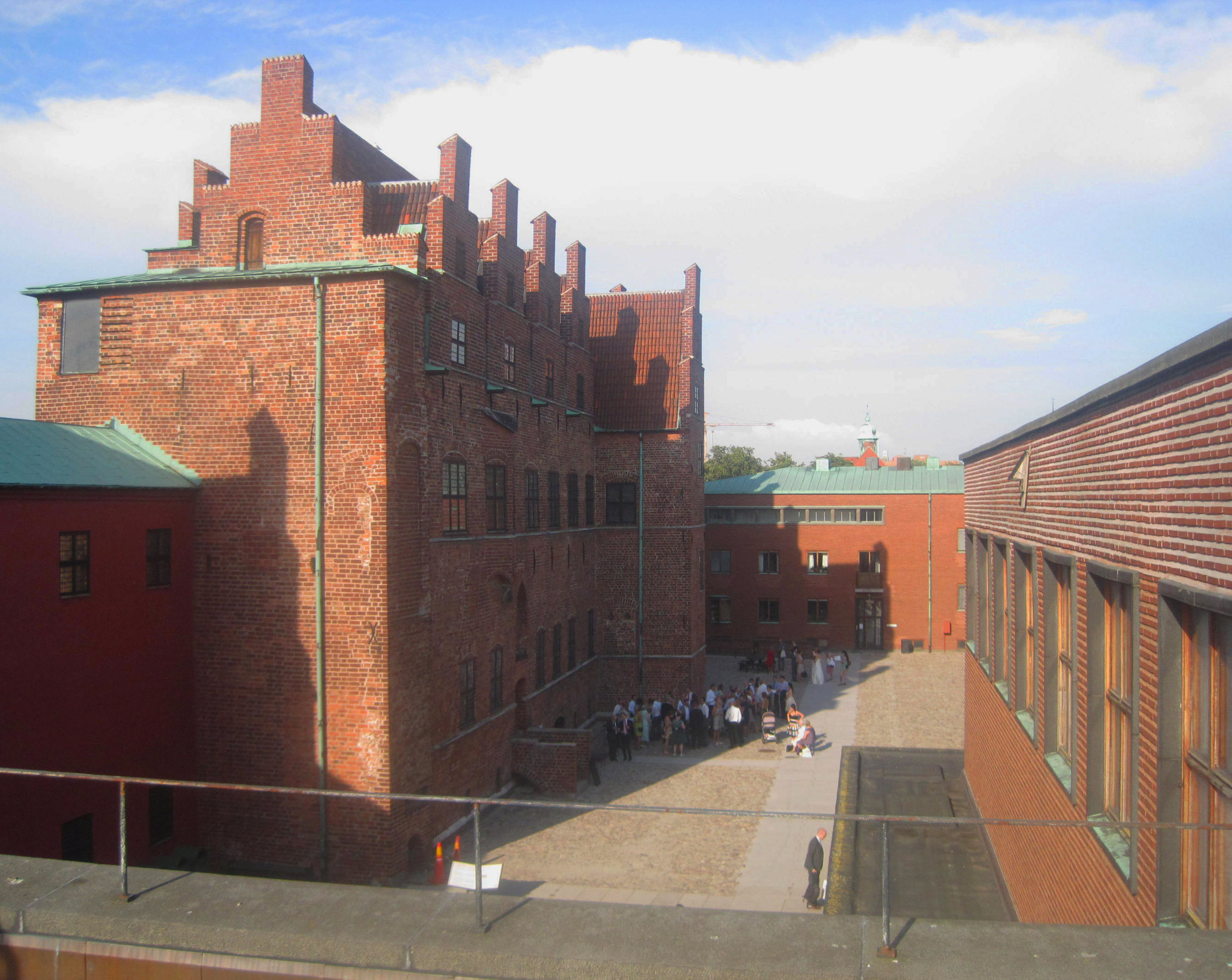
Interiör från borggården.
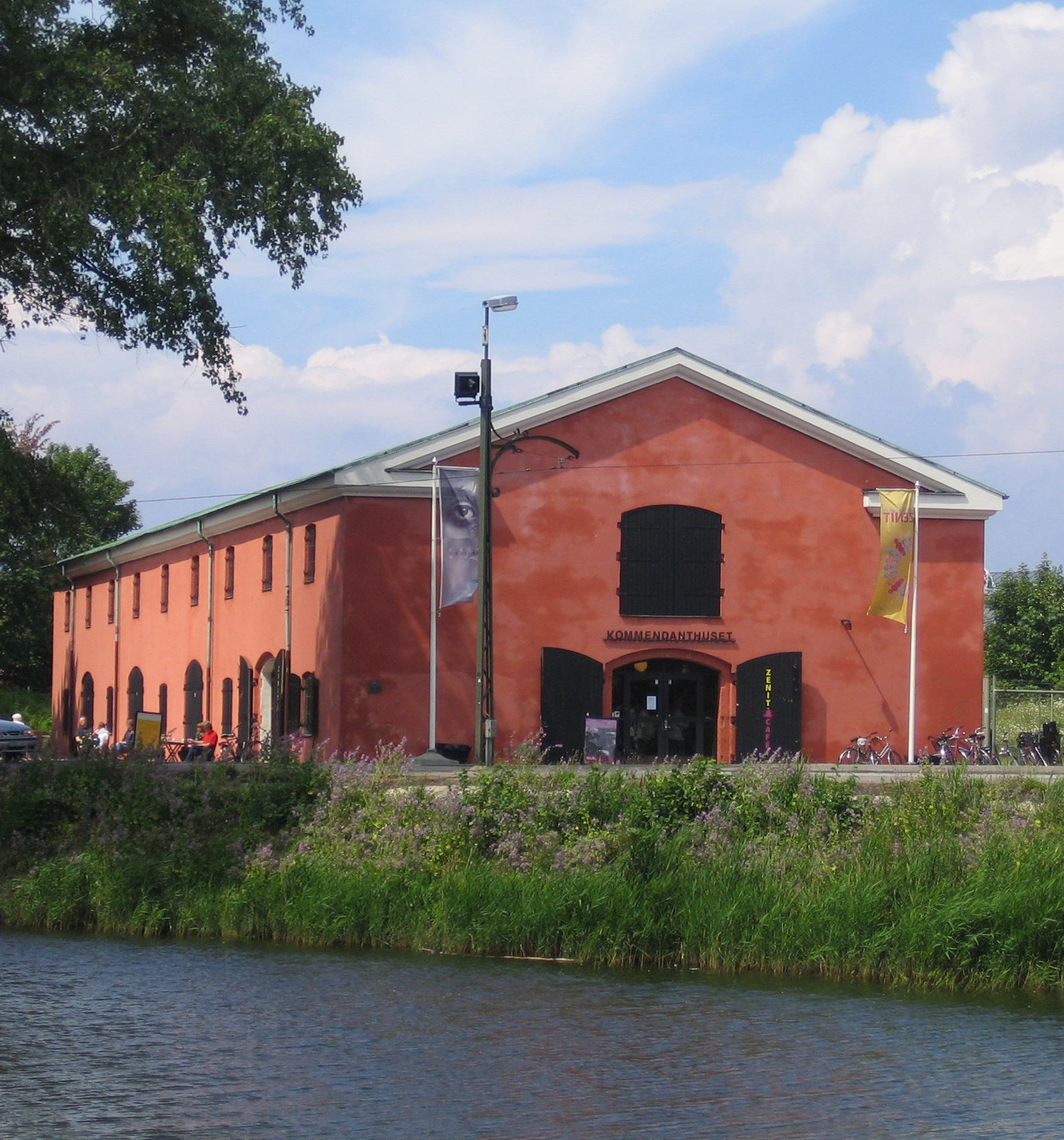
Kommendanthuset.
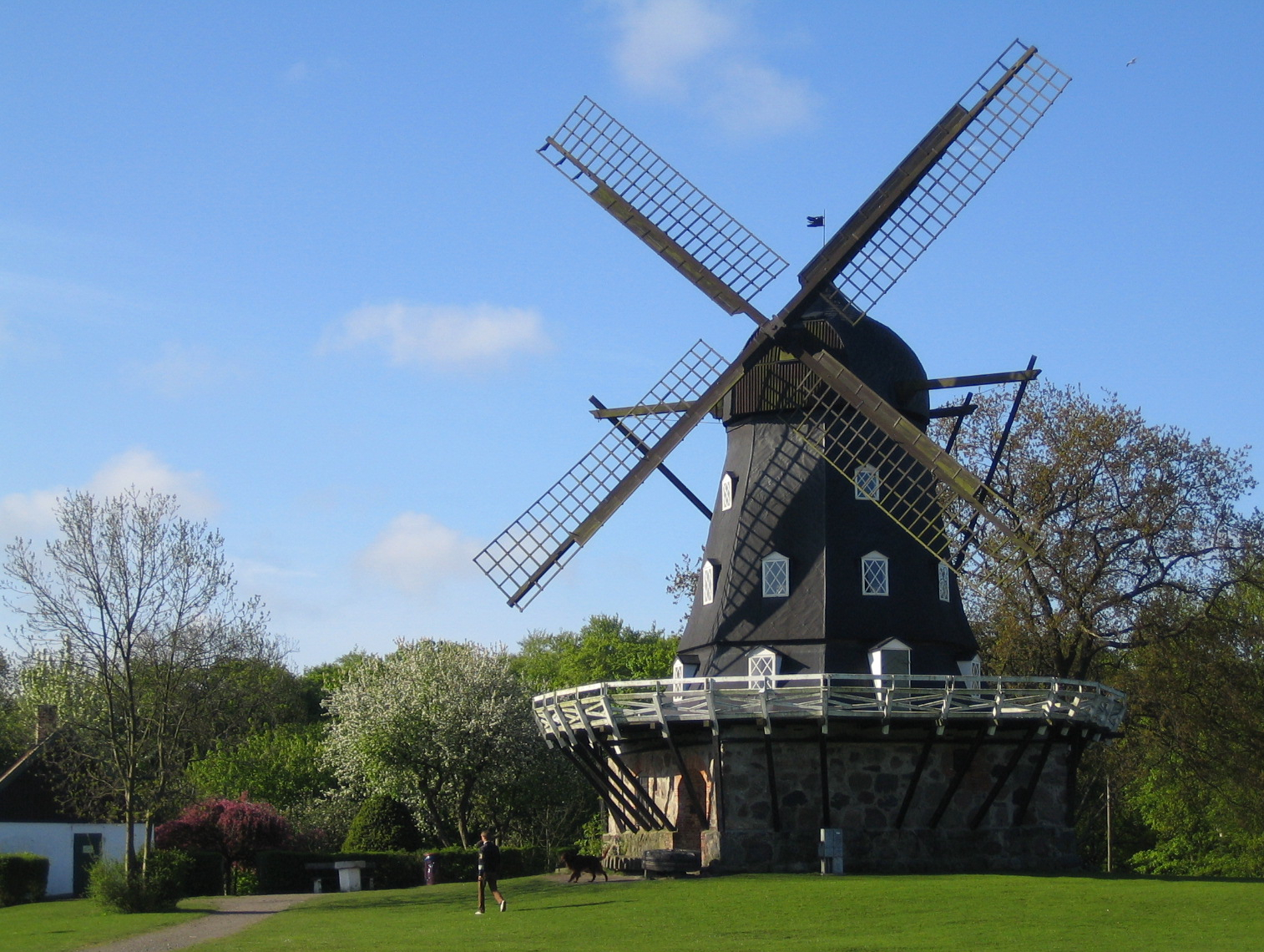
Slottsmöllan, en gammal väderkvarn som ligger på resterna av bastion Stenbocken, sydväst om slottet. Den uppfördes år 1850 och togs i bruk 1851. En holländsk väderkvarn som ersatte den gamla stubbamöllan som fanns på platsen.